# Nuestra Señora de los Dolores (Córdoba)
La Virgen de los Dolores o Nuestra Señora de los Dolores Coronada es la titular mariana de la Hermandad de los Dolores, de Córdoba, establecida en el Santuario de Nuestra Señora de los Dolores Coronada. Es conocida popularmente como la "Señora de Córdoba" por ser la principal devoción de la ciudad, junto con el Custodio San Rafael.

## La imagen

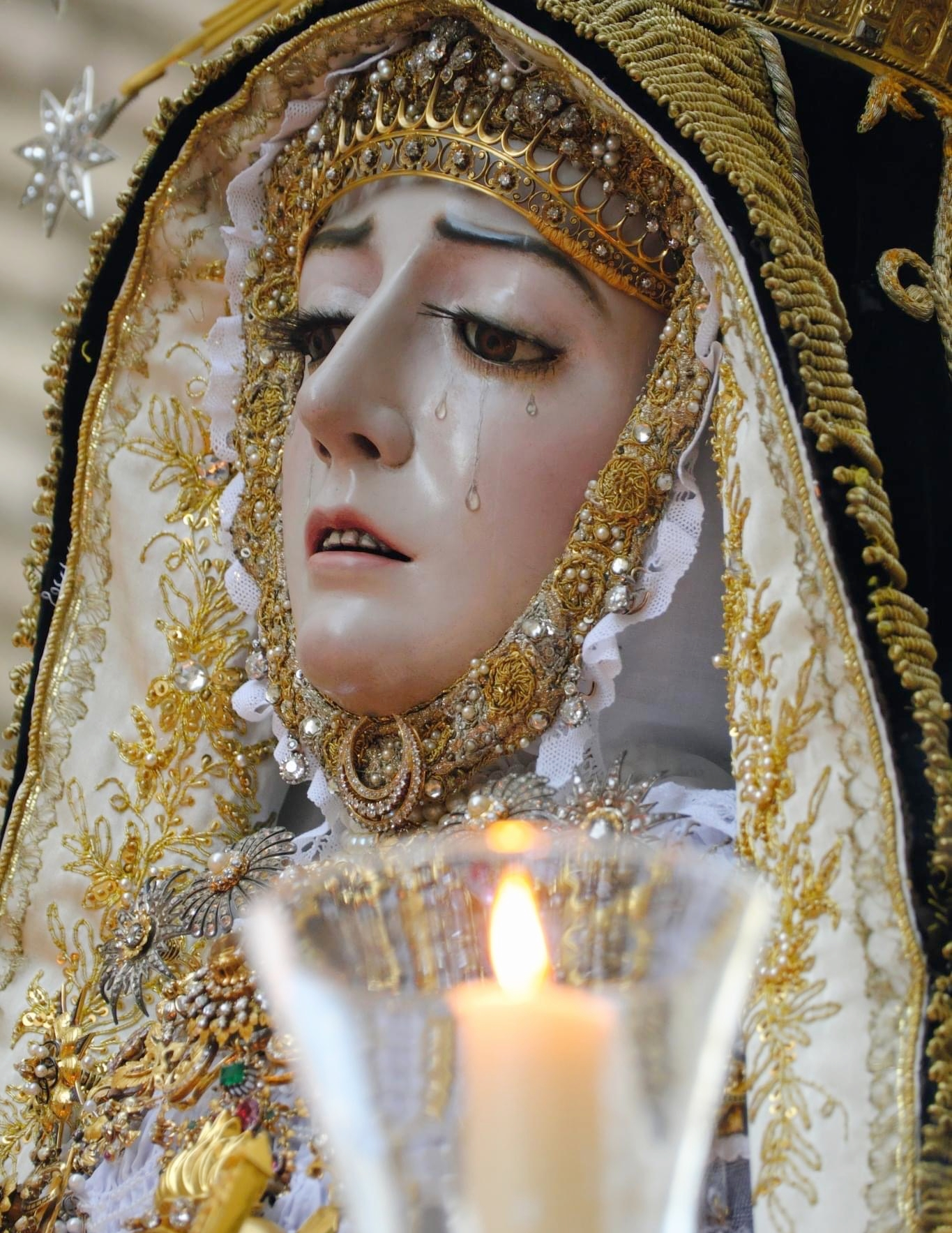
Ntra. Señora de los Dolores Coronada.

La talla de Nuestra Señora de los Dolores Coronada de Córdoba fue realizada en 1719 por el imaginero cordobés Juan Prieto. Esta bellísima imagen mide 1,70 cm de altura y representa la clásica estampa de la Virgen Dolorosa, ataviada al modo tradicional del luto español, aunque con unos rasgos muy personales y muy característicos cordobeses de una imagen cuya iconografía tan propia, no se ha alterado en los últimos siglos. La Señora de Córdoba como se le conoce popularmente dentro y fuera de la región, posee un rico patrimonio, de los más importantes de la ciudad, en el que destaca el joyero, uno de los mejores joyeros devocionales de Andalucía, compuesto por petos de oro y piedras preciosas, diademas de oro y diamantes, joyas varias, corazones traspasados y un largo etcétera. También es digno de mencionar su extenso ajuar, conformado por varios mantos de salida bordados en oro, vestidos, rostrillos, preseas, entre otros. Procesiona por las calles de su Ciudad, la tarde-noche del Viernes Santo, acompañada junto al Cristo de la Clemencia, el cual pertenece también a la Hermandad. Su paso procesional y piezas que lo conforman, está realizado en Plata de ley y peana de carrete en madera y oro fino del año 1779. Sus días grandes son sin duda el Viernes de Dolores, en el que se celebran los Cultos a la Virgen, presididos por el Obispo de la Ciudad, y en el que miles de Cordobeses durante todo el día aguardan grandes colas, para reunirse con su Virgen en una cita tan importante desde hace siglos. Tiene su sede en el Santuario de Ntra. Señora de los Dolores , antigua Iglesia de San Jacinto, ubicada en la plaza más emblemática y representativa de la ciudad, como es la plaza de Capuchinos, o plaza del Cristo de los Faroles, donde desde siglos, la imagen de la Señora ha guardado junto al Crucificado todas las plegarias de cordobeses y devotos, es por ello que la simbiosis entre la Plaza y la Virgen es tan arraigada y inmortal en el tiempo.

## Historia

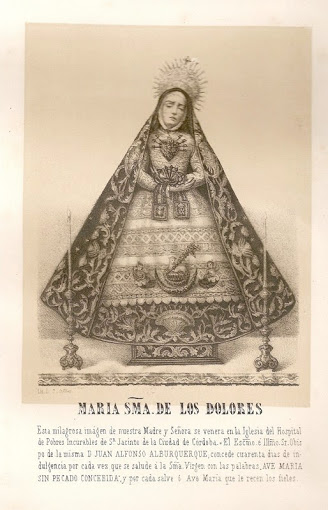
Antiguo grabado de la Stma. Virgen de los Dolores.

La devoción hacia la Imagen comenzó a principios del siglo XVIII, alcanzado su culmen con Coronación Canónica, y desde ese momento ocupa un lugar destacado entre las grandes devociones de la ciudad, como el Arcángel San Rafael "Custodio de Córdoba " y los Santos Mártires. Prueba de esta gran devoción popular son los grabados y litografías que se hicieron de su imagen tanto en el siglo XVIII como en el XIX. Actualmente, cada Viernes de Dolores tiene una cita con decenas de miles de cordobeses que acuden a sus plantas para felicitarla en su día, convirtiendo ese día la plaza de Capuchinos en el epicentro de la devoción mariana de la ciudad. En la mañana del Viernes de Dolores se celebra la Fiesta de Regla de la hermandad, una solemne función religiosa que desde el siglo XIX está presidida por el obispo de Córdoba y a la que acuden las primeras autoridades de la capital.
Por todo esto, la Virgen de los Dolores Coronada se sitúa como el icono devocional mariano más representativo y por todos reconocido de la ciudad de Córdoba. Tal fue y es, a día de hoy, su impacto devocional dentro de la ciudad que se la conoce como la "Señora de Córdoba".

## Coronación Canónica-Pontificia
Tuvo lugar el 9 de mayo de 1965 en la Avenida del Conde de Vallellano ante un inmenso gentío, siendo la primera imagen mariana de la capital cordobesa en alcanzar esta distinción Pontificia y la segunda de la Diócesis, tras María Santísima de Araceli de Lucena. Fue Coronada entre aplausos y palomas blancas, por el Arzobispo de Sevilla, el Cardenal José María Bueno Monreal, con la presencia de otros obispos. Días antes se le realizó un solemne tríduo en la Catedral y el NO-DO hizo un reportaje de esta multitudinaria ceremonia religiosa.

## Fiestas y tradiciones

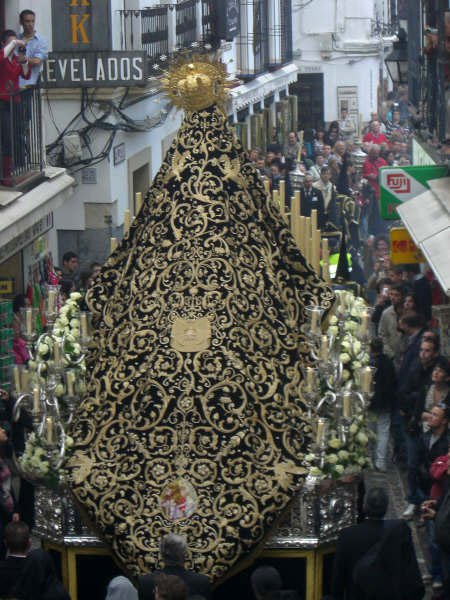
Salida Procesional de la Stma. Virgen en la tarde-noche del Viernes Santo.

### Hermandad
La Virgen pertenece a la Real, Venerable e Ilustre Hermandad Servita de Ntra. Sra. De los Dolores Coronada y del Stmo. Cristo de la Clemencia. Sale en procesión el Viernes Santo. Delante del cortejo mariano desfila el Santísimo Cristo de la Clemencia de Córdoba. Durante su estación de Penitencia va acompañada por centenares de nazarenos de túnica negra, cubrerrostro negro y cirio blanco en el tramo de Virgen y cirio color tiniebla en el tramo de Cristo. Musicalmente la acompaña la Banda de Música de Nuestra Señora de la Estrella de Córdoba. A finales de 2019 , y tras dos magnas en las cuales participaron ambas imágenes , con diferentes bandas musicales , la hermandad opta por no renovar el contrato con las anteriores formaciones musicales y tomar la decisión de que sea la Banda de Cornetas y tambores “Coronacion de Espinas” la que acompañe al Señor y “Banda de Música Fernando Guerrero” a la respectiva Virgen hasta 2023. Para el próximo Viernes Santo 2024, la Señora de Córdoba irá brillantemente acompañada por la música de la Banda Sinfónica de Dos Torres. 
Detrás de ella acuden numerosos fieles.

### Ajuar destacable
- Manto de Alburquerque (1864)
- Manto de las Palomas (1897)
- Manto de los Bolillos (1916)
- Manto de los Dragones (1923)
- Manto de Camarín (1967)
- Manto de los Alféreces (1976)
- Corona de la Coronación Canónica (1941), enriquecida en (1965)